# Stronnictwo Konserwatywno-Ludowe
Stronnictwo Konserwatywno-Ludowe (SKL) – polska centroprawicowa, konserwatywna partia polityczna, działająca w latach 1997–2003 (od 2002 jako Stronnictwo Konserwatywno-Ludowe – Ruch Nowej Polski) i 2007–2014.

## Historia

### Powstanie
SKL powstało w 12 stycznia 1997 w wyniku połączenia się Stronnictwa Ludowo-Chrześcijańskiego Artura Balazsa, Partii Konserwatywnej Aleksandra Halla oraz grupy byłych członków Unii Wolności pod przewodnictwem Jana Rokity. W kwietniu tego samego roku SKL wystąpiło z tezami programowymi, które jego zdaniem powinny znaleźć się w programie AWS. Pierwszym prezesem partii został należący dotąd do SLCh Jacek Janiszewski.
Związani z nową formacją posłowie powołali w Sejmie II kadencji Koło Konserwatywno-Ludowe, w skład którego pod koniec kadencji wchodzili Wojciech Arkuszewski, Piotr Buczkowski, Leszek Chwat, Bronisław Komorowski, Andrzej Machowski, Zdobysław Milewski, Piotr Polmański oraz Jan Rokita (wszyscy wybrani z listy UD).
Partia przystąpiła w tym samym roku do Akcji Wyborczej Solidarność (PK należała do inicjatorów powołania AWS w 1996). W wyborach parlamentarnych w 1997 z list tego komitetu SKL uzyskało 15 posłów i 4 senatorów, którzy weszli w skład Klubu Parlamentarnego AWS.

### Lata 1997–2000
Do 2000 partia wzmacniała swoją pozycję w AWS. W nowo powołanym rządzie Jerzego Buzka lider SKL objął tekę ministra rolnictwa (Jacek Janiszewski, a później Artur Balazs). W 1999 przedstawiciel SKL objął kierownictwo Ministerstwa Kultury i Sztuki (Andrzej Zakrzewski, potem Kazimierz Ujazdowski), a po rozpadzie (w 2000) koalicji AWS z Unią Wolności także MON (Bronisław Komorowski).
W październiku 1997 SKL wystąpiło do Ruchu Stu, Koalicji Konserwatywnej i Partii Chrześcijańskich Demokratów o połączenie w jedno ugrupowanie, do czego nie doszło.
Na przełomie lutego i marca 1998 do SKL przyłączyły się Partia Republikanie oraz Porozumienie Centrum „Inicjatywa Integracyjna”. Rok później stronnictwo wchłonęło Koalicję Konserwatywną. Partię wzmacniały też grupy działaczy związanych ze Stronnictwem Pracy, Ruchem Stu (m.in. Paweł Graś, Andrzej Zakrzewski), Stronnictwem Polityki Realnej (m.in. Tomasz Tomczykiewicz), a także niezależni parlamentarzyści AWS (m.in. Wiesław Walendziak), w lipcu 1999 do SKL przystąpiła grupa działaczy krakowskiego UPR oraz grupa działaczy Towarzystwa im. Stefana Kisielewskiego.
W 2000 działająca w ramach Klubu Parlamentarnego AWS frakcja SKL liczyła około 30 posłów i senatorów. Liczna reprezentacja w parlamencie nie przekładała się na społeczne poparcie. W dniach 18–19 marca odbył się III kongres ugrupowania. Doszło wówczas do zmiany prezesa partii, urzędującego od marca 1998 Mirosława Stycznia zastąpił Jan Rokita. W wyborach prezydenckich SKL formalnie i w zdystansowany sposób poparło lidera AWS Mariana Krzaklewskiego, jednak faktycznie znaczna część środowiska SKL opowiedziała się za kandydaturą Andrzeja Olechowskiego. W grudniu tego samego roku partia stała się jednym z pięciu tzw. filarów Federacji AWS.

### Wystąpienie z AWS i współpraca z PO
Po powstaniu Platformy Obywatelskiej na początku 2001 część działaczy zaczęła dążyć do opuszczenia AWS, początkowo decyzja ta nie uzyskała jednak poparcia większości członków organów statutowych partii.
Ostatecznie, 18 marca 2001, rada polityczna SKL zadecydowała o wyjściu stronnictwa z AWS. Przesądziła o tym postawa prezesa Jana Rokity, który w ostatnim momencie zmienił stanowisko i poparł przygotowaną uchwałę. Posłowie SKL wystąpili z Klubu Parlamentarnego AWS i powołali odrębny Klub Parlamentarny Stronnictwa Konserwatywno-Ludowego (liczący pod koniec kadencji 18 posłów). Jednocześnie SKL podjęło współpracę z Platformą Obywatelską. W jej ramach przedstawiciele SKL startowali w organizowanych prawyborach, mieli znaleźć się na listach wyborczych nowego ugrupowania, a po wyborach przyłączyć się do tworzenia na bazie PO partii politycznej. 29 kwietnia odbył się nadzwyczajny kongres ugrupowania który potwierdził wcześniejszą decyzję.
Część działaczy SKL (m.in. Tomasz Tomczykiewicz i Paweł Graś) już w 2001 zrezygnowała z członkostwa w SKL, przystępując indywidualnie do PO. Z kolei w proteście przeciwko nawiązaniu tej współpracy, ze stronnictwa wystąpiła grupa polityków (w tym 7 posłów), m.in. środowisko tworzące wcześniej Koalicję Konserwatywną, które w tym samym roku współtworzyło Przymierze Prawicy.
W wyborach parlamentarnych w 2001 mandaty poselskie uzyskały 22 osoby powiązane z SKL, a senatorem został należący do tej partii Zbigniew Religa.

### SKL-Ruch Nowej Polski
Po wyborach część działaczy postanowiła utrzymać niezależność partii, ośmioro posłów (Dorota Arciszewska-Mielewczyk, Artur Balazs, Zbigniew Chrzanowski, Ireneusz Niewiarowski, Krzysztof Oksiuta, Małgorzata Rohde, Andrzej Wojtyła i Marek Zagórski) wkrótce utworzyło Koło Poselskie Konserwatywno-Ludowe (istniejące do końca kadencji, pod koniec kadencji w 2005 liczyło 5 posłów). 17 listopada rada polityczna SKL wezwała pozostałych posłów do opuszczenia KP PO i skrytykowała Jana Rokitę za zgodę na warunki mające jej zdaniem dyskryminować ugrupowanie.
Od stycznia 2002, po połączeniu z Porozumieniem Polskich Chrześcijańskich Demokratów, partia działała pod nazwą Stronnictwo Konserwatywno-Ludowe – Ruch Nowej Polski i pod kierownictwem Artura Balazsa.
Wielu działaczy SKL-RNP zaczęło jednak wkrótce przechodzić do innych ugrupowań (głównie Platformy Obywatelskiej oraz Prawa i Sprawiedliwości). W grudniu 2003 kongres krajowy partii zadecydował o jej rozwiązaniu w związku z nową centroprawicową inicjatywą Zbigniewa Religi (Partia Centrum). Po paroletnim procesie likwidacyjnym ugrupowanie w 2006 zostało wyrejestrowane. Likwidatorem partii był Krzysztof Oksiuta.

### SKL w latach 2007–2014
W sierpniu 2007 Artur Balazs wystąpił do Sądu Apelacyjnego w Warszawie z wnioskiem o rejestrację nowej partii o nazwie Stronnictwo Konserwatywno-Ludowe. Stronnictwo zostało zarejestrowane w ewidencji partii politycznych 25 września 2007 pod numerem EwP 276. Do ugrupowania przystąpili m.in.: Zbigniew Religa (ówczesny minister zdrowia, który w wyborach parlamentarnych w tym samym roku uzyskał mandat posła z listy PiS i zasiadał w Klubie Parlamentarnym tej partii, zm. 8 marca 2009), a także grupa byłych wysokich urzędników rządowych, w tym Mirosław Mielniczuk, Marek Zagórski, Dariusz Rohde i inni. Później szeregi partii zasiliło także wielu wywodzących się z SKL-RNP działaczy kończącej działalność Partii Centrum.
Na kongresie partii, który odbył się 12 grudnia 2009, dokonano wyboru nowych władz. Na stanowisku prezesa Artura Balazsa zastąpił Marek Zagórski, wiceprezesami zostali Andrzej Łuszczewski i Adam Pawlicki (pełnił tę funkcję do 2010), a sekretarzem generalnym Krzysztof Oksiuta.
6 maja 2010 SKL poparło kandydaturę Bronisława Komorowskiego w przedterminowych wyborach prezydenckich. W wyborach samorządowych w tym samym roku działacze SKL startowali głównie z list lokalnych komitetów (m.in. z listy komitetu Piotra Krzystka w Szczecinie). Na wójta gminy Boćki z ramienia „Naszego Podlasia” na kolejną kadencję wybrany został członek zarządu SKL Stanisław Derehajło.
14 kwietnia 2011 zarząd SKL podjął decyzję o nawiązaniu współpracy z partią Polska Jest Najważniejsza; pomimo zapowiedzi samorozwiązania SKL i przystąpienia jego członków do PJN nie doszło do tego. Jedynie Krzysztof Oksiuta został kandydatem PJN do Sejmu, a także członkiem sztabu wyborczego tej partii. Prezes SKL podpisał natomiast w imieniu ugrupowania porozumienie z Prawem i Sprawiedliwością, na mocy którego został kandydatem tej partii do Senatu. Artur Balazs (nadal związany z SKL, formalnie bezpartyjny) został z kolei w wyborach do Senatu kandydatem niezależnym. Żaden z kandydatów związanych z SKL nie uzyskał mandatu w parlamencie.
W maju 2013 SKL dołączyło do „Centrum dla Polaków”, biorąc udział w debacie programowej z PSL i PJN, jednak następnie współpraca tych partii w ramach CdP zakończyła się.
W styczniu 2014 SKL nawiązało porozumienie z Polskim Stronnictwem Ludowym, jednak już w następnym miesiącu partia zapowiedziała decyzję o połączeniu z Polską Razem (założoną i kierowaną przez Jarosława Gowina). 1 marca 2014 SKL się rozwiązało, a jego działacze włączyli się w struktury tej partii. Dotychczasowy prezes SKL Marek Zagórski został wiceprezesem Polski Razem.

## Program
Partia uważała za podstawę interesu narodowego integrację z NATO i Unią Europejską. W sprawach gospodarczych opowiadała się za przyspieszeniem prywatyzacji, obniżeniem podatków, stabilizacją pieniądza i zmniejszeniem deficytu budżetowego.

## Prezesi SKL
- Jacek Janiszewski (1997–1998)
- Mirosław Styczeń (1998–2000)
- Jan Rokita (2000–2002)
- Artur Balazs (2002–2006 i 2007–2009)
- Marek Zagórski (2009–2014)